# Gare de Puigcerdà
La gare de Puigcerdà est une gare ferroviaire espagnole, située sur le territoire de la commune de Puigcerdà en Catalogne.
Elle est desservie par des trains de la Renfe (ligne R3 des Rodalies de Catalunya).

## Situation ferroviaire
Établie à 1 146 mètres d'altitude, la gare de Puigcerdà est le terminus des lignes de Portet-Saint-Simon à Puigcerdà (frontière) ainsi que de Ripoll à Puigcerdà (originellement).

## Histoire
La gare est inaugurée le 13 octobre 1922, après la mise en service de la dernière section (La Molina – Puigcerdà) de la ligne de Ripoll à Puigcerdà.
Depuis 1967, cette gare n'est plus desservie par les trains de la SNCF (circulant sur le Transpyrénéen Oriental). Ainsi, la correspondance avec les trains de la Renfe s'effectue — dans les deux sens — à Latour-de-Carol.
En 2016, sa fréquentation annuelle était de 35 000 passagers.

## Patrimoine ferroviaire
La gare de Puigcerdà est de style néo-classique. De plan régulier, elle comprend un rez-de-chaussée et deux étages.
Elle est classée dans l'Inventaire du patrimoine architectural de Catalogne.